# 志摩国
志摩国（しまのくに）は、かつて日本の地方行政区分だった令制国の一つ。下国。東海道に属する。

## 領域
明治維新直前の領域は、現在の三重県鳥羽市の全域と志摩市の大部分（磯部町山原・磯部町栗木広・磯部町桧山を除く）に相当する。

## 沿革

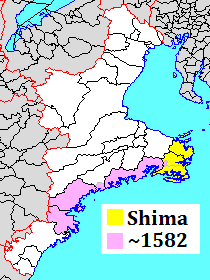
当初は桃色の地域も志摩国に含まれていた。

律令制以前は成務朝に設置された島津国造の領域であったとされ、令制国設置に伴い当国域をも含む伊勢国が成立した。その後7世紀後半から8世紀初めに志摩国として分立したとされるが、伊勢国の隷属下に置かれたという。8世紀初めまで、嶋国、志麻国とも書かれた。
飛鳥・奈良時代には、代々内膳司を勤めていた高橋氏などが国司であったが、志摩に赴くことはなかったという。志摩国は面積が小さい上に平地がほとんどないことから稲米の収穫量が少なかったため、伊勢国や尾張国の田を志摩国の口分田とし、国衙や国分寺の費用を伊勢国・尾張国・三河国が負担した。海産物を贄として、宮中へ貢ぐ御食国の一つと推定される。
当初の志摩国の領域は、現在の三重県の鳥羽市・志摩市だけではなく、度会郡南伊勢町、大紀町の錦地区、北牟婁郡紀北町、尾鷲市全域までが志摩国志摩郡に含まれていた。
後に答志郡、佐芸郡と分割され、佐芸郡が英虞郡に代わった。
平城京発掘で出土した木簡に伊雑郷・名錐郷・船越郷などの表記が見られ、これらの地域から海産物を貢租していたことは確実である。船越郷は、現在の度会郡南伊勢町船越と解釈するのが一般的であるが、名錐郷に隣接する船越とする説もある。
天正10年（1582年）、紀伊国新宮城主の堀内氏善と伊勢国司の北畠信雄が荷坂峠を境として、それぞれが紀伊国牟婁郡と伊勢国度会郡に編入したため、志摩国は現在の三重県の鳥羽市・志摩市だけの地域に限定された。
また古代には三河湾の篠島、日間賀島、佐久島も志摩国答志郡に属していたが室町時代に吉良氏の勢力下に入り、三河国幡豆郡に取り込まれたという説がある。その後、篠島と日間賀島は尾張藩領となり尾張国知多郡に属した。

### 近世以降の沿革
- 「旧高旧領取調帳」の記載によると、明治初年時点では国内の全域が鳥羽藩領であった。（56村・21,535石余）
  - 答志郡（37村・13,003石余）、英虞郡（19村・8,532石余）
- 明治4年
  - 7月14日（1871年8月29日） - 廃藩置県により鳥羽県の管轄となる。
  - 11月22日（1872年1月2日） - 第1次府県統合により度会県の管轄となる。
- 明治9年（1876年）4月18日 - 第2次府県統合により三重県の管轄となる。

## 国内の施設

### 国府
国府は、『和名抄』および『拾芥抄』に、英虞郡とある。志摩市阿児町国府に比定されている。

### 国分寺・国分尼寺
- 志摩国分寺
志摩市阿児町国府字御堂の後にあった。

- 志摩国分尼寺
志摩市阿児町国府字大堂にあった。

### 神社
延喜式内社
『延喜式神名帳』には、以下に示す大社2座1社・小社1座1社の計3座2社が記載されている（志摩国の式内社一覧参照）。大社1社は名神大社ではない。
- 答志郡
  - 粟島坐伊射波神社 二座 - 式内大社。『大日本国一宮記』に「伊射波神社志摩国答志郡」とあるのが初見である。伊雑宮と伊射波神社が論社（後述）
  - 同島坐神乎多乃御子神社 - 佐美長神社（伊雑宮境外所管社）に比定

総社・一宮
- 総社：不詳
- 一宮
  - 伊雑宮 （いざわのみや、志摩市磯部町上之郷） - 伊勢神宮別宮
  - 伊射波神社 （いざわじんじゃ、鳥羽市安楽島町）

伊雑宮と伊射波神社は、ともに式内大社の「粟島坐伊射波神社」論社であり、両社ともが志摩国一宮とされている。伊射波神社は「加布良古明神」とも呼ばれており、中世以前の史料では加布良古明神が伊射波神社と称したものは見つかっていない。これについては、伊雑宮が神宮別宮であるため、近世以降に加布良古明神を伊射波神社と称して一宮としたものとする説もあるが、安永4年（1775年）の『大神宮儀式解』では「或人の説」として、「延喜式では伊雑宮は大神宮式の中に収められており、安楽島の伊射波神社が神名帳に記されたのである。よって志摩国一宮の伊射波神社は加布良古明神である」と記している。一宮を真清田大明神とする史料もあるが、志摩国に該当する神社はなく、尾張国一の宮の真清田神社が誤って記述されたと思われる。
二宮以下はなし。

### 守護所
守護代所が、室町時代に答志郡泊浦、現在の鳥羽市鳥羽にあったと考えられている。ただし、室町時代は守護は伊勢・志摩両国で一人だったともいう。

### 安国寺利生塔
- 安国寺 - 三重県志摩市磯部町沓掛

## 地域

### 郡
志摩国は飛鳥時代には志摩郡のみであったが、奈良時代に入り佐芸郡、答志郡の二郡に分けられた。佐芸郡はすぐに英虞郡に改名された。
- 1郡制 飛鳥時代
  - 志摩郡

- 2郡制 天平時代に志摩郡を2分割。
  - 英虞郡（佐芸郡） - 当初は「佐芸郡」（さきぐん）と呼ばれた。 現在の英虞湾周辺の地域で、志摩市阿児町の安乗と国府を除く地域、大王町全域、志摩町全域、浜島町全域がこの地域にあたる。天正10年（1582年）までは、現在の度会郡南伊勢町、大紀町の一部（錦）、北牟婁郡紀北町、尾鷲市を含んでいたが、荷坂峠を境に西が紀伊国牟婁郡、東が伊勢国度会郡に、それぞれ編入された。
  - 答志郡 -現在の鳥羽市、志摩市北部（阿児町の安乗と国府、成基地区を除いた磯部町）がこの地域に当たる。

### 江戸時代の藩
| 藩名   | 居城   | 藩主 |
| ------ | ------ | --- |
| 鳥羽藩 | 鳥羽城 | - 九鬼家（5万5千石→5万6千石、1600年 - 1632年）。摂津三田藩3万6千石・丹後綾部藩2万石へ転封 - 内藤家（3万5千石、1632年 - 1680年）。改易 - 天領（1680年 - 1681年） - 土井利益（7万石、1681年 - 1691年）。肥前唐津藩7万石へ転封 - 松平乗邑（6万石、1691年 - 1710年）。伊勢亀山藩6万石へ転封 - 板倉重治（5万石、1710年 - 1717年）。伊勢亀山藩5万石へ転封 - 松平光慈（7万石、1717年 - 1725年）。信濃松本藩6万石へ転封 - 稲垣家（3万石、1725年 - 1871年）。 |

## 人物

### 守護

#### 鎌倉幕府
- 1322年 - 北条貞顕

#### 室町幕府
伊勢国守護と兼任だったとされている。伊勢国を参照。

### 戦国時代
- 戦国大名
  - 北畠氏（伊勢国司）
- 織豊政権の大名
  - 九鬼嘉隆：鳥羽城3万5千石、1569年 - 1600年。関ヶ原の戦い後、息子の九鬼守隆が鳥羽藩主となる

### 武家官位としての志摩守

#### 江戸時代以前
- 蒲池鑑広：戦国時代の筑後国の武将。上妻郡に8千町（8万石）を領した
- 氏家行継：戦国時代から江戸時代初期にかけての武将、豊臣政権の大名（近江国・伊勢国内1万5000石）

#### 江戸時代
- 肥後人吉藩相良家
  - 相良頼福：第4代藩主
  - 相良頼峯：第7代藩主
  - 相良頼徳：第12代藩主
- 直政系越前松平家出雲母里藩分家
  - 松平直員：第3代藩主
  - 松平直方：第7代藩主
  - 松平直興：第8代藩主
  - 松平直温：第9代藩主
- 蝦夷松前藩松前家
  - 松前公広：第2代藩主
  - 松前矩広：第5代藩主
  - 松前邦広：第6代藩主
  - 松前道広：第8代藩主
  - 松前昌広：第11代藩主
  - 松前徳広：第13代藩主
- 美作勝山藩三浦家
  - 三浦正次：勝山藩三浦家初代。下総矢作藩主、下野壬生藩初代藩主
  - 三浦安次：勝山藩三浦家2代。壬生藩第2代藩主
  - 三浦義理：勝山藩三浦家5代。三河刈谷藩第3代藩主、三河西尾藩初代藩主
  - 三浦明次：勝山藩三浦家6代。西尾藩第2代藩主、美作勝山藩初代藩主
  - 三浦矩次：勝山藩三浦家7代。勝山藩第2代藩主
  - 三浦前次：勝山藩三浦家8代。勝山藩第3代藩主
  - 三浦朗次：勝山藩三浦家13代。勝山藩第8代藩主
- 信濃岩村田藩内藤家
  - 内藤忠重：志摩鳥羽藩初代藩主
  - 内藤正興：信濃岩村田藩第4代藩主
  - 内藤正誠：岩村田藩第7代主
- その他
  - 菅沼定仍：上野阿保藩主、伊勢長島藩初代藩主
  - 寺沢広高：肥前唐津藩初代藩主
  - 皆川隆庸：常陸府中藩第2代藩主
  - 森長孝：播磨赤穂藩第2代藩主
  - 山崎治祇：備中成羽藩第2代藩主
  - 山崎俊家：讃岐丸亀藩第2代藩主
  - 伊東祐賢：旗本寄合席。江戸幕府小姓。中奥小姓。

## 志摩国の合戦
- 1181年：熊野海賊菜切攻め、反平家方（熊野の僧） x 平家方（伊豆江四郎）
- 1600年：鳥羽城の戦い、東軍（九鬼守隆） x 西軍（九鬼嘉隆）